# كورتلاند سي. غيلين
كورتلاند سي. غيلين هو قاضي ومحامي وسياسي أمريكي، ولد في 3 يوليو 1880، وتوفي في 1 سبتمبر 1954 في غرينكاسل في الولايات المتحدة. نشط حزبياً في الحزب الديمقراطي. وقد انتخب عضو مجلس النواب الأمريكي ‏.